# Rezonancia
A rezonancia olyan gerjesztett kényszerrezgéseknél lép fel, amikor a gerjesztés frekvenciája a rezgésre kényszerített rendszer sajátfrekvenciájával megegyezik. A rendszer sajátfrekvenciája a meglökött és ezután magára hagyott rendszer frekvenciájával azonos. A mindig meglévő csillapítások miatt a meglökött és magára hagyott rendszer rezgése leáll. Ha pedig ezt a rendszert olyan frekvenciájú rezgésre kényszerítjük, amely megegyezik azzal a frekvenciával, amellyel szabadon ő maga is rezegne, akkor kis gerjesztéssel a lehető legnagyobb amplitúdójú rezgésre kényszeríthetjük a rendszert.  Ilyen esetben a gerjesztés által a rendszerbe egy-egy kitérés alatt bevitt kis energiaadagok fokozatosan összegeződnek és nagy rezgésamplitúdót okoznak. Csillapítás nélküli (idealizált) rendszerek rezonanciája esetén a rezgésamplitúdó elvileg végtelen nagy is lehet.

## Egyszabadságfokú lengőrendszer rezonanciája
Csillapított lengőrendszer harmonikus gerjesztett rezgéseit egyszabadságfokú rendszeren célszerű az egyszerűség kedvéért vizsgálni. A gerjesztett lengések frekvenciája megegyezik a gerjesztőhatás frekvenciájával, és ha a gerjesztőhatás amplitúdója állandó, a kezdeti zavarok lecsengése után a rezgések amplitúdója is állandó marad.
Az {\displaystyle f} frekvenciájú, {\displaystyle F_{0}\!} amplitúdójú {\displaystyle F=F_{0}\cos {(2\pi ft)}\!} gerjesztés hatására az állandósult rezgés amplitúdójára a következő összefüggés írható fel:
{\displaystyle X{\frac {k}{F_{0}}}={1 \over {\sqrt {(1-r^{2})^{2}+(2\zeta r)^{2}}}}},
ahol 
{\displaystyle X{\frac {k}{F_{0}}}} a nagyítási tényező, amely azt mutatja meg, hogy adott frekvencián a rezgésamplitúdó hányszorosa az egészen lassú frekvenciájú gerjesztőerő által okozott rezgésamplitúdónak,
{\displaystyle r={\frac {f}{f_{n}}}\,} a frekvenciaviszony, vagyis az {\displaystyle f\,} frekvencia és a csillapítatlan rendszer szabadlengései frekvenciájának (sajátfrekvenciájának), az {\displaystyle f_{n}\,}-nek a hányadosa.
A diagramból látható, hogy a szabadlengések frekvenciájának közelében a rezgésamplitúdó a csillapítástól függően igen nagy értéket is elérhet (a csillapítás nélküli idealizált esetben a rezgésamplitúdó végtelen nagy). Rezonanciáról ott beszélünk, ahol a lengéskitérés a legnagyobb.
A gerjesztés maximuma és a kitérés maximuma csak 0-hoz közeli frekvencián esik egybe. A gerjesztő erő és a rezgés kitérésének fázisa közötti eltérést a {\displaystyle \phi } fázisszög jellemzi. A diagramról látható, hogy a csillapítástól függetlenül az {\displaystyle f=f_{n}} frekvenciánál a fázisszög {\displaystyle \phi } = 90°. Ez azt jelenti, hogy rezonancia esetén a rezgő test sebessége egyirányú a gerjesztő erővel, ami a testet így mindig gyorsítja, állandóan energiát közöl vele. Csillapítás hiányában a rezgés amplitúdója minden határon túl nő. Ezt nevezzük rezonanciakatasztrófának. 
Ha sikerül mérni egy rendszer rezgései során a fázisszöget, akkor könnyen meghatározható a rezonanciafrekvencia.
A gyakorlatban mindig van csillapítás, de értéke olyan kicsi, hogy a rezonanciafrekvencia értékét alig befolyásolja, így az egyszerűbben kiszámítható csillapítás nélküli sajátfrekvenciával lehet számolni.

## Külső hivatkozások
- Egyszabadságfokú rendszer interaktív animációja
- Kísérlet mechanikai rezonanciával Archiválva 2007. október 11-i dátummal a Wayback Machine-ben
- Kempelen Farkas tankönyvtár Archiválva 2007. október 16-i dátummal a Wayback Machine-ben
- Sulinet – Sípok rezonanciája
- A szélhatásra berezonáló Tacoma híd építése és leszakadása 4 perces, hangos videó (angolul)